# Physocephala braunsi
Physocephala braunsi är en tvåvingeart som beskrevs av Krober 1931. Physocephala braunsi ingår i släktet Physocephala och familjen stekelflugor. Inga underarter finns listade i Catalogue of Life.